# Nogent-lès-Montbard
Nogent-lès-Montbard é uma comuna francesa na região administrativa da Borgonha-Franco-Condado, no departamento de Côte-d'Or. Estende-se por uma área de 6,48 km². Em 2010 a comuna tinha 162 habitantes (densidade: 25 hab./km²).